# Albino Lorenzo
Albino Lorenzo (Tropea, 19 gennaio 1922 – Tropea, 27 dicembre 2005) è stato un pittore italiano.
Gli storici dell'arte che si sono occupati di lui lo hanno collegato alla corrente artistica dell'Impressionismo anche se potrebbe, per certi versi, essere definito un innovatore nel suo genere.
Ricevette le prime nozioni di disegno dal padre Saverio e si formò a Palmi presso l'Istituto magistrale. Nel 1940 iniziò a lavorare presso l'Ufficio delle imposte dirette della sua città e nel 1944 sposò Luigia Capua, dalla quale ebbe 18 figli.
Durante gli anni cinquanta Lorenzo iniziò a definire le tematiche della sua opera. Tra il 1957 e il 1960 insegnò disegno presso il Seminario arcivescovile tropeano. Negli anni sessanta iniziò a partecipare e a vincere premi presso mostre collettive nazionali ed internazionali (tra cui a Parigi, Deauville e Nizza in Francia, Knokke in Belgio e a New York negli Stati Uniti. Secondo lo storico dell'arte Maurizio Calvesi, egli non fece un uso strumentale della cultura contadina, poiché il suo sentimento di approccio a quella gente corrispondeva ad un "moto di identificazione".
Espose per la prima volta le sue opere in una personale a Catanzaro nel 1962. Fino all'ultima mostra, nell'anno della sua morte nel 2005, ha partecipato ad oltre cinquanta esposizioni personali e ad oltre settanta mostre collettive.

## Onorificenze
Cavaliere Ordine al Merito della Repubblica Italiana; 
Ufficiale Ordine al Merito della Repubblica Italiana

## Mostre

### Mostre personali
- 1962 - Catanzaro, Salone dell'amministrazione provinciale;
- 1963 - Milano, Galleria Lux;
- 1964 - Torino, Circolo Calabrese (ripetuta nel 1965);
- 1966 - Livorno, Galleria La Labronia;
- 1968 - Livorno, Galleria Bottega d'Arte; Monaco di Baviera, Galleria Karollus; Milano, Galleria d'Arte Bolzani (ripetuta nel 1969, 1972, 1975, 1985);
- 1970 - Roma, Galleria Lo Scalino;
- 1971 - Lamezia Terme, Galleria d'Arte Pigalle (ripetuta anche nel 1976); Parigi, Galleria Mouffe;
- 1972 - Messina, Galleria d'Arte Linea Tempo;
- 1973 - Roma, Galleria La Barcaccia; Siderno, Hotel President;
- 1974 - Tropea, Galleria d'Arte La Ragnatela; Sanremo, Hotel Royal; Verona, Galleria d'Arte San Luca;
- 1975 - Torino, Promotrice delle Belle Arti al Valentino (ripetuta anche nel 1992); Reggio Calabria, Galleria La Tela (ripetuta nel 1976 e nel 1985); Patti, Galleria d'Arte Lo Stacco (ripetuta nel 1981 e nel 1984); Catania, Galleria La Sfinge;
- 1976 - Venezia, Galleria d'Arte Il Riccio; Messina, Galleria d'Arte Il Fondaco;
- 1977 - Crotone, Galleria d'Arte Zeusi;
- 1978 - Cosenza, Galleria d'Arte Il Sagittario;
- 1979 - Reggio Calabria, Galleria d'Arte Morabito;
- 1980 - Messina, Galleria Il Mosaico; Horw (Lucerna), Galleria Katharinahof;
- 1981 - Catania, Galleria Vernissage; Rorbas (Zurigo), Galleria Adler;
- 1982 - Salisburgo, Bildhungus St. Virgil; Jona (Zurigo), Galleria Wallberg (ripetuta nel 1983);
- 1983 - Brescia, Galleria Abba; Messina, Galleria La Meridiana; Winterhur, Zentrum Neuwiesen;
- 1986 - Lamezia Terme, Sala Astra;
- 1991 - Soriano Calabro (VV), Palazzo comunale;
- 1993 - Venezia, Circolo Artistico, Palazzo Ducale;
- 1995 - Roma, Galleria Spicchi dell'Est; Vibo Valentia, chiesa delle Clarisse;
- 2000 - Parigi, Giverny c/o Casa Claude Monet;
- 2005 - Vibo Valentia, Palazzo Gagliardi.

### Mostre collettive
- 1960 -Cosenza, premio "San Francesco"; Villa San Giovanni, premio "Villa San Giovanni" (anche nel 1961, 1962, 1963, 1964); Pizzo Calabro, premio "Città di Pizzo" (anche nel 1962, 1963);
- 1961 - Campobasso, premio "Città di Campobasso"; Catanzaro, premio "Pittori in vetrina";
- 1965 - Parigi, "V salone internazionale"
- 1966 - Deauville, "XVII premio internazionale"; Parigi, "LXXVII salon des indipéndants" (anche nel 1967, LXXVIII salon); Milano, Galleria Verritrè, II edizione "Collana d'Arte"; Napoli, "I mostra internazionale";
- 1967 - Nizza, "III grand prix de peinture de la Côte d'Azur"; Fauglia, Centro Pirandelliano, "Mostra italiana contemporanea"; Modena, "Mostra nazionale di pittura figurativa"; Roma, premio "La Fattoria d'Oro"; Knokke (Belgio, Casinò (mostra collettiva autori contemporanei); New York, Hotel Tafh, (mostra collettiva maestri contemporanei);
- 1968 - Torino, "Quadriennale"; Parigi, Exposition societè des artistes indipéndants (anche nel 1972);
- 1970 - Torre del Greco, "I premio nazionale Torre del Greco; Varese, "II premio nazionale Il Morazzone" e premio "Grande estate varesina di pittura";
- 1972 - Firenze, "II Premio internazionale brunellesco"; Taverna, "IV premio nazionale Mattia Preti"; Messina, Galleria Penna (mostra collettiva maestri contemporanei);
- 1974 - New York, XVIII International exhibition (anche nel 1975, XIX exhibition);
- 1975 - Torino, " CXXXIII Esposizione arti figurative" (Società promotrice delle belle arti al Valentino, anche nel 1976, 1977, 1978, 1980, CXXXIV, CXXV e CXXVI, CXXVII Esposizione);
- 1976, Milano, premio "Morando Bolognini"; Foggia, premio "Primavera";
- 1977 - Parigi, Palazzo dell'UNESCO, "VIII rassegna Primavera"; Milano, premio "Il Pavone d'Oro"; Genova, premio "La Cornice d'Oro"; Londra, Hotel Picadilly, "Salone europeo d'autunno";
- 1978 - Crescentino, "III mostra internazionale"; Marsiglia, Musée de la Vieille Charité; Taormina, "Rassegna internazionale David di Michelangelo"; Imola, "Biennale nazionale d'arte; Bamberd (Germania), "V rassegna biennale d'arte europea contemporanea"; Firenze, Galleria Michelangelo, (mostra collettiva maestri contemporanei);
- 1979, Cracovia, "III mostra internazionale di arte sacra"; Montecarlo, Casinò (mostra collettiva maestri contemporanei); Parigi, Hotel de la Ville, "Gli artisti d'Italia";
- 1981 - Siviglia, "XXV rassegna internazionale d'arte; Fano, Accademia internazionale delle arti; Parigi, "Cité internationale", Université de Paris, CEIC;
- 1983 - Catanzaro, Palazzo della provincia, "Biennale d'arte contemporanea, Tokyo, "XXX rassegna internazionale arte CEIC"; La Spezia, "Biennale d'arte"; Parigi, Grand Palais; Patti, Galleria Lo Spacco (mostra collettiva maestri contemporanei;
- 1984, Vienna, Club Bunter Vogel; Parigi, "Centenaire de la Societé des artistes indipéndants"; Zurigo, Euro Gallerie;
- 1986 - Hong Kong, City Hall;
- 1987 - Bari, "Expo Arte";
- 1988 - Malta, "Biennale d'arte", "Omaggio al Caravaggio", Museo Mystique;
- 1992 - Venezia, Palazzo delle Prigioni.